# Wolkersdorf (Traunstein)
Wolkersdorf ist ein Gemeindeteil der Großen Kreisstadt Traunstein, sowie eine Gemarkung im oberbayerischen Landkreis Traunstein.
Das Dorf liegt gut drei Kilometer westnordwestlich des Zentrums von Traunstein. Durch den Ort verläuft die Kreisstraße TS 2.
Die Gemarkung Wolkersdorf hat eine Fläche von 670,29 Hektar und liegt vollständig im Stadtgebiet von Traunstein. Auf der Gemarkung liegen die Traunsteiner Gemeindeteile Geißing, Guntramshügl, Höpperding, Kotzing, Riederting, Schmidham, Traunstorf, Unterhaid und Wolkersdorf.

## Geschichte
Im Mittelalter war Wolkersdorf Sitz einer Hauptmannschaft des Amtes Oberchiemgau des Herzogtums Bayern, die die Orte Wolkersdorf, Kotzing und Höpperding umfasste. Die Grundherrschaft lag bis 1803 beim Domkapitel Salzburg. Die 1818 mit dem bayerischen Gemeindeedikt begründete Landgemeinde Wolkersdorf umfasste die Orte Geißing, Höpperding, Kotzing, Riederting, Schmidham, Traunstorf und Wolkersdorf. Historisch bestanden auch noch die Orte Angerbauerhof und Gundersbichl. Die Orte Guntramshügl und Unterhaid sind erst in der zweiten Hälfte des 20. Jahrhunderts entstanden. Zum 1. Mai 1978 wurde die Gemeinde Wolkersdorf nach Traunstein eingemeindet. Die Gemeinde Wolkersdorf hatte 1961 eine Fläche von 6,7 km² und 1077 Einwohner, 162 davon im Dorf Wolkersdorf.   Am 31. Dezember 2015 lebten auf der Gemarkung Wolkersdorf 2488 Einwohner.
Einwohnerentwicklung
|                      | 1840 | 1861   | 1871   | 1885   | 1900   | 1925   | 1950   | 1961  | 1970   | 1987  |
| -------------------- | ---- | ------ | ------ | ------ | ------ | ------ | ------ | ----- | ------ | ----- |
| Gemeinde Wolkersdorf | 283  | 263    | 287    | 269    | 307    | 347    | 820    | 1077  | 1355   |       |
| Wolkersdorf          |      | 65     | 59     | 66     | 83     | 83     | 159    | 162   | 266    | 395   |
| Angerbauerhof        |      |        |        | 3      | 6      | 19     |        |       |        |       |
| Geißing              |      | 18     | 11     | 16     | 20     | 43     | 124    | 190   | 208    | 551   |
| Gundersbichl         |      |        |        | 4      |        |        |        |       |        |       |
| Guntramshügl         |      |        |        |        |        |        | 41     | 79    | 112    | *     |
| Höpperding           |      | 34     | 37     | 30     | 33     | 35     | 51     | 29    | 37     | 75    |
| Kotzing              |      | 13     | 18     | 14     | 11     | 9      | 41     | 35    | 29     | 57    |
| Riederting           |      | 13     | 16     | 10     | 27     | 20     | 36     | 24    | 28     | 39    |
| Schmidham            |      | 43     | 49     | 46     | 47     | 31     | 78     | 44    | 43     | 70    |
| Traunstorf           |      | 63     | 97     | 80     | 80     | 107    | 277    | 460   | 592    | 622   |
| Unterhaid            |      |        |        |        |        |        | 13     | 54    | 40     | 116   |
| Quelle               |      | [ 10 ] | [ 11 ] | [ 12 ] | [ 13 ] | [ 14 ] | [ 15 ] | [ 7 ] | [ 16 ] | [ 1 ] |

Bürgermeister
| Name                 | Ort         | Amtszeit  |
| -------------------- | ----------- | --------- |
| Joseph Daxenberger   | Schmidham   | 1845–1850 |
| Sebastian Huber      | Wolkersdorf | 1850–1856 |
| Mathias Steiner      | Traunstorf  | 1856–1875 |
| Mathias Pöschl       | Höpperding  | 1845–1887 |
| Mathias Huber        | Wolkersdorf | 1887–1918 |
| Max Neuhauser        | Wolkersdorf | 1919–1924 |
| Josef Ortner         | Wolkersdorf | 1925–1945 |
| Alois Kaiser         | Traunstorf  | 1946–1966 |
| Ludwig Schwarzenböck | Traunstorf  | 1966–1978 |

| Name               | Ort         | Amtszeit  |
| ------------------ | ----------- | --------- |
| Georg Votz         | Geißing     | 1919–1924 |
| Johann Kern        | Traunstorf  | 1925–1929 |
| Alois Reischl      | Schmidham   | 1930–1933 |
| Rupert Steiner     | Traunstorf  | 1933–1936 |
| Georg Rosenegger   | Traunstorf  | 1936–1945 |
| Georg Neuhauser    | Wolkersdorf | 1946–1960 |
| Herbert Petruschke | Traunstorf  | 1960–1972 |
| Otto Rammelsberger | Traunstorf  | 1972–1978 |